# Comic Yuri Hime
Comic Yuri Hime (コミック百合姫, Komikku Yuri Hime, lit. "Quadrinhos de Princesas do Lírio" ou "Quadrinhos de Princesas Lésbicas") é uma revista antológica de mangá publicada originalmente no Japão pela editora Ichijinsha. Começou como uma publicação quaterna em julho de 2005, mas a partir disso começou a ser publicada bimestralmente em meses ímpares de janeiro de 2011 a dezembro de 2016, quando se tornou mensal. Kanako Umezawa atua como editora-chefe da Comic Yuri Hime desde 2017.
A revista é a sucessora da Yuri Shimai, e apresenta mangá com as mesmas temáticas yuri (lésbica). Inicialmente ela era financeiramente dependente da Monthly Comic Zero Sum , mas a partir de 2008 a revista se tornou independente. Como comemoração o décimo primeiro volume, lançado em 18 de janeiro de 2008, incluiu um extra chamado Petit Yuri Hime , uma colaboração de artistas da Comic Yuri Hime , Comic Yuri Hime S e Yuri Hime: Wildrose.
Comic Yuri Hime S (コミック百合姫S, Komikku Yuri Hime S) foi lançada em junho de 2007 pela editora Ichijinsha como uma revista irmã da Comic Yuri Hime, mas com foco no público masculino. Assim como sua antecessora, ela foi publicada trimestralmente e reunia majoritariamente autores de mangás shōnen e seinen. Suas histórias incluíam temas semelhantes aos da Comic Yuri Hime, como relações emocionais intensas e romances entre mulheres, mas frequentemente apresentavam elementos típicos de obras voltadas ao público masculino, como caracterizações moe e bishōjo. Em um estudo demográfico conduzido em 2008, verificou-se que 62% dos leitores da Comic Yuri Hime S eram homens, ao passo que 73% do público da Comic Yuri Hime era composto por mulheres. Apesar da segmentação inicial, foi observado que muitos leitores da Comic Yuri Hime S também consumiam a Comic Yuri Hime, o que levou à fusão das duas revistas em 2010, unificando suas propostas editoriais sob o título Comic Yuri Hime.

## Mangás
A maioria dos mangás em Yuri Hime são únicos, mas existem várias histórias em série. Muitos dos volumes encadernados lançados sob o selo Yuri Hime são coleções de one-shots que um autor de mangá desenhou para a revista.
- Ameiro Kouchakan Kandan (Miyabi Fujieda)
- Aoi Shiro (Tomoyuki Fumotogawa and Pochi Edoya)
- Apple Day Dream (Nene Jounouchi)
- Citrus (Saburouta)
- Clover (Hiyori Otsu)
- Creo the Crimson Crisis (Takewakamaru)
- Epitaph (Aya Syouoto)
- First Love Sisters (Mizuo Shinonome)
- Good-bye Dystopia (Hisona)
- Hanjuku Joshi (Akiko Morishima)
- Haru Natsu Aki Fuyu (Taishi Zaō and Eiki Eiki)
- Himitsu Shōjo (Chi-Ran)
- I Married My Best Friend To Shut My Parents Up (Kodama Naoko)
- Inugami-san to Nekoyama-san (Kuzushiro) (ongoing)
- Kawaii Anata (Hiyori Otsu)
- Kisses, Sighs, and Cherry Blossom Pink (Milk Morinaga)
- Kotonoha no Miko to Kotodama no Majo to (Miyabi Fujieda)
- Mermaid Line (Renjūrō Kindaichi)
- Nanami and Misuzu (Sunao Minakata)
- NTR: Netsuzou Trap (Kodama Naoko)
- Otome Cake (Mako Takahashi)
- Rakuen no Jōken (Akiko Morishima)
- Shōjo Bigaku (Chi-Ran)
- Simoun (Hayase Hashiba)
- Strawberry Shake Sweet (Shizuru Hayashiya)
- Tachibanakan To Lie Angle (Merryhachi) (ongoing)
- Tokimeki Mononoke Jogakuen (Banana Nangoku)
- Voiceful (Nawoko)
- Wataten!: An Angel Flew Down to Me (Nanatsu Mukunoki) (ongoing)
- Yoruzora no Ōji to Asayake no Hime (Mera Hakamada)
- Yuri Is My Job! (Miman) (ongoing)
- YuruYuri (Namori) (indefinite hiatus)
- ZettaixRoman (Moony Muttri)